# Maizurah Abdul Rahim
Maizurah Abdul Rahim, född 15 april 1999, är en friidrottare från Brunei. Hon deltog vid olympiska sommarspelen 2016.